# Roberto de Carvalho
Roberto Zenóbio Affonso de Carvalho (Rio de Janeiro, 16 de novembro de 1952), conhecido como Roberto de Carvalho é um multi-instrumentista e compositor brasileiro. Compôs, com sua esposa, a cantora Rita Lee, sucessos da música brasileira, tais como "Lança Perfume", "Saúde", "Banho de Espuma", "Mutante", "Pega Rapaz", "Cor de Rosa Choque", "Só de Você", "Barata Tonta", "Chega Mais", "Nem Luxo, Nem Lixo", "Flagra", "Desculpe o Auê", "Mania de Você", "Caso Sério", "Vírus do Amor", "Vítima", "Amor e Sexo", "Alô, Alô, Marciano", "Coisas de Casal", dentre outros.

## Biografia
Roberto de Carvalho nasceu no dia 16 de novembro de 1952, no Rio de Janeiro. Filho de um engenheiro e uma pianista, é neto de Euclides Zenóbio da Costa, comandante da Infantaria da Força Expedicionária Brasileira na 2ª Guerra Mundial e Ministro da Guerra de Getúlio Vargas. Teve envolvimento precoce com a música. Cursou o Conservatório Brasileiro de Música, na cidade do Rio de Janeiro, e tornou-se pianista de formação clássica. Deslumbrou-se com o ritmo musical da Bossa Nova, mas isso não o impediu de encantar-se com o estilo rock dos Rolling Stones e The Beatles.

## Carreira e parceria com Rita Lee
Roberto trabalhou com nomes como Jorge Mautner, Arnaldo Antunes e Arnaldo Jabor, mas em meados do ano de 1975 se tornou guitarrista de Ney Matogrosso, na mesma época das gravações de seu novo álbum de estúdio "Bandido". 
Um dia, Ney Matogrosso estava gravando a canção "Bandido Corazón" da cantora Rita Lee e ela, ao ouvir a faixa, se surpreendeu com o som da guitarra e teclado de Roberto. Pouco tempo depois, ela foi convidada para um jantar na casa de Ney, e os dois se conheceram. Posteriormente a cantora citaria em sua autobiografia: "O gato, além de lindo, cheiroso e excelente guitarrista, também se mostrava exímio pianista. Amor à primeira tecla...". Pouco tempo depois do primeiro encontro, Rita fica grávida do primeiro filho do casal, Beto Lee.  A primeira reação de Roberto ao descobrir que seria pai não foi das melhores, mas em um show da banda Doces Bárbaros, o instrumentista mostrou que ficaria ao lado da amada. Posteriormente, Roberto seria convidado a tocar teclados em uma das formações finais da banda Tutti Frutti e participou da gravação dos álbum Babilônia, compondo uma música "Disco Voador" com Rita Lee, dando início uma parceria nos bastidores e nos palcos, com Roberto dando importante suporte sonoro à Rita. Depois do lançamento deste álbum, a banda Tutti Frutti se desfez e Roberto seguiu Rita rumo a sua intensa e bem-sucedida carreira solo, juntamente a parceria musical aclamada, com Rita nas letras e Roberto nos instrumentos. Ao fim da década de 70 e início dos 80, em meio a shows juntos, músicas no Brasil e no exterior e sucesso comercial dos álbuns Rita Lee (1979), Rita Lee (1980) e Saúde, nasceram os filhos João e Antônio Lee.   
Embora suas composições sejam, em sua maioria, parcerias com Rita, o álbum Rita Lee e Roberto de Carvalho de 1990 trouxe pela Roberto assinando músicas sem Rita e cantando sozinho. Todavia, este não foi tão bem recebido pelo público e pela crítica quanto os trabalhos antecedentes, apontando sinais de esgotamento na dupla e seu repertório. Durante a produção do álbum, Rita sofria pelo luto de seus pais e irmã e pelo vício em drogas e álcool, enquanto Roberto, que estava sóbrio há anos, se esforçava para ajudar suas parceira a superar os problemas, ao mesmo tempo que o casal tentava equilibrar o trabalho, a relação a criação dos filhos. A fórmula estava desgastada junto a relação. Após doze anos de incontáveis sucessos, Rita e Roberto se separam profissionalmente no início de 1991. Enquanto ela iniciava a turnê-solo e o lançamento do álbum Bossa 'n' Roll no mesmo ano, ele produzia seu álbum solo Roberto de Carvalho em 1992, com a faixa "O Que Você Quer" que seria tema na novela Despedida de Solteiro na TV Globo e posteriormente regravada por Rita. O hiato profissional da dupla durou até meados de 1995, com a gravação e o lançamento do álbum A Marca da Zorra e o casamento civil em 1996, após 20 anos juntos. Assim, continuou ajudando na composição e produção de todos os álbuns e músicas de Rita, tal como participando de todas as apresentações e turnês, até a aposentadoria da cantora em 2012.

## Vida pessoal
Roberto viveu junto de Rita Lee de 1976 até 2023. Os dois se casaram no civil em dezembro de 1996. Em 2012, quando Rita decidiu se aposentar dos palcos, o casal passou a viver isolado em um sítio em São Paulo, até a morte dela em 8 de maio de 2023. Tiveram três filhos juntos: Beto Lee, João Lee e Antônio Lee, nascidos em 1977, 1979 e 1981, respectivamente. Também é avô de duas crianças.

## Discografia

### Solo
- 1992 - Roberto de Carvalho

### comRita Lee
| Ano  | Álbum                          |
| ---- | ------------------------------ |
| 1977 | Refestança                     |
| 1979 | Rita Lee                       |
| 1980 | Rita Lee                       |
| 1981 | Saúde                          |
| 1982 | Rita Lee e Roberto de Carvalho |
| 1983 | Baila Conmigo (em espanhol)    |
| 1983 | Bombom                         |
| 1985 | Rita e Roberto                 |
| 1987 | Flerte Fatal                   |
| 1988 | Zona Zen                       |
| 1990 | Rita Lee e Roberto de Carvalho |